# Pat McCabe (rugbista)
Patrick Joseph McCabe, detto Pat (Sydney, 21 marzo 1988), è un rugbista a 15 australiano, estremo per la franchise di Canberra dei Brumbies.

## Biografia
Di origini irlandesi (i suoi nonni paterni sono nativi di Belfast e della contea di Clare, proveniente dalle giovanili del Warringah, in cui esordì nel 2007, McCabe ebbe la sua prima esperienza di rugby professionistico nel corso dell'effimero Australian Rugby Championship, che si tenne in un'unica edizione nel 2007 e che si concluse con la vittoria della squadra per la quale McCabe era stato ingaggiato, i Central Coast Rays.
Nel 2009 entrò nelle giovanili dei Brumbies e un anno più tardi gli fu offerto un contratto biennale per giocare in prima squadra in Super Rugby.
Nel 2010 esordì anche negli Wallabies, a Firenze contro l'Italia; l'anno seguente vinse il Tri Nations 2011 e fu convocato per la Coppa del Mondo di rugby 2011, nel corso della quale fu schierato nella fase a gironi contro l'Irlanda.
Al termine della competizione si aggiudicò il terzo posto assoluto con la sua squadra.

## Palmarès
- Australian Rugby Championship: 1
Central Coast Rays: 2007